# Даберков
Даберков (нем. Daberkow) — община в Германии, в земле Мекленбург-Передняя Померания.
Входит в состав района Деммин. Подчиняется управлению Ярмен-Тутов.  Население составляет 370 человек (на 31 декабря 2010 года). Занимает площадь 15,39 км².
Коммуна подразделяется на 3 сельских округа.